# ISO/IEC 8859
ISO/IEC 8859 är en serie teckenkodningar. ISO/IEC 8859-1
är del ett i serien, som består av 15 delar (alltså 15 olika teckenkodningar).
- ISO/IEC 8859-1 latin1; västeuropeiska
- ISO/IEC 8859-2 latin2; östeuropeiska
- ISO/IEC 8859-3 latin3; sydeuropeiska, maltesiska, esperanto
- ISO/IEC 8859-4 latin4; norderuropeiska, grönländska, samiska
- ISO/IEC 8859-5 kyrilliska
- ISO/IEC 8859-6 arabiska
- ISO/IEC 8859-7 grekiska
- ISO/IEC 8859-8 hebreiska
- ISO/IEC 8859-9 latin5; turkiska
- ISO/IEC 8859-10 latin6; "nordisk"
- ISO/IEC 8859-11 Thai; samma som TIS 620
- Det finns ingen del 12 (Latin/devanagari), och kommer aldrig att finnas.
- ISO/IEC 8859-13 baltiska
- ISO/IEC 8859-14 latin8; keltiska
- ISO/IEC 8859-15 Latin-9; Uppdaterad variant av latin1 som bl.a. innehåller tecknet €
- ISO/IEC 8859-16 latin10; "sydöstra Europa"

Alla dessa kodningar, samt de som bygger på japanska, koreanska och kinesiska standarder (EUC-JP, EUC-KR, EUC-CN, EUC-TW), plus de som gjorts av Microsoft, Apple och IBM (inklusive de EBCDIC-baserade), m.fl., håller på att ersättas av Unicode/ISO/IEC 10646. Programspråk som Java, C#, och ECMAScript använder Unicode som grund för teckenhantering, medan C/C++ endast på sistone försiktigt börjat introducera standarddatatyper (char16_t och char32_t) för Unicode. Andra kodningar, som de i ISO/IEC 8859-serien, stöds då genom konvertering.